# مرکوری (نوادا)
مرکوری (به انگلیسی: Mercury) یک منطقهٔ مسکونی در ایالات متحده آمریکا است که در شهرستان نای، نوادا واقع شده‌است. مرکوری ۱٬۱۵۴٫۹ متر بالاتر از سطح دریا واقع شده‌است.